# Sèrie 452 de Renfe
La sèrie 452 és un tren de Renfe destinat a prestar serveis de rodalia. La sèrie es va adjudicar en 2021 a Alstom i, una vegada finalitzat el seu lliurament, comptarà amb 201 trens d'alta capacitat. Aniràn especialment destinats als nuclis de Rodalia de Madrid i de Barcelona, amb l'objectiu de renovar la flota i ampliar-la.
Els trens es fabriquen en les instal·lacions d'Alstom a Santa Perpètua de Moguda (Barcelona). Primerament l'empresa va fabricar 3 unitats, concloent el seu muntatge en un acte oficial el 10 de gener de 2025. Va començar llavors el seu procés de validació. Després de ser correctament validades i certificades durant 2025, Alstom podrà iniciar la fabricació de la resta de trens i al seu gradual lliurament fins al 2026. Es lliuraran unes 3 o 4 unitats a Renfe cada mes fins a finalitzar la comanda dels 201 trens.

## Característiques
Els 201 trens de la S-452 seran de tracció elèctrica, amb tensió d'alimentació de 3 .000V, en corrent continu i podran aconseguir una velocitat màxima de 140 km/h, per a circular per línia electrificada amb ample de via ibèric. Els trens són una versió de la família Alstom Coradia Stream i seran similars a la sèrie 453 de Stadler Rail.
La sèrie comptarà amb 6 cotxes, 4 de pis baix i 2 de doble pis. Aquesta inclusió de cotxes de doble pis significa un notable augment de capacitat. Concretament, els trens tindran 250 places assegudes i 677 dretes, amb una capacitat total de 927 passatgers.
El disseny dels trens es va pensar a consciència per a permetre un accés ràpid i còmode dels passatgers al tren. D'aquesta manera, per exemple, les 24 portes d'accés seran més amples i els vestíbuls interiors més amplis que en les sèries prèvies. Els trens aniran equipats amb un doble sistema de seguretat. Primerament, el sistema ASFA Digital, emprat en tota Espanya, i, addicionalment, el sistema ERTMS, que té estàndards europeus.
| Característica |                                                            |
| -------------- | ---------------------------------------------------------- |
| Capacitat      | 905 viatgers                                               |
| Velocitat      | 140km/h                                                    |
| Amplària       | 310,5cm                                                    |
| Llargària      | 100m                                                       |
| Composició     | <\| PMR \| PMR \| Doble Pis \| Doble Pis \| PMR \| PMR \|> |
| Portes         | 12                                                         |
| Il·luminació   | LED                                                        |
| Altres         | Wifi, endolls i USB en seients                             |